# Alfred Jeremias
Alfred Karl Gabriel Jeremias (Markersdorf, 21 februari 1864 – Leipzig, 11 januari 1935) was een Duitse godsdienstwetenschapper, assyrioloog en predikant.

## Leven en werk
Jeremias was een leerling van Franz Delitzsch (theoloog, 1813-1890) en diens zoon Friedrich Delitzsch (assyrioloog, 1850-1922). In 1886 promoveerde hij bij de laatste op een nieuwe editie van Die Höllenfahrt der Istar, die hij als deel van de in 1887 verschenen publicatie Die babylonisch-assyrischen Vorstellungen vom Leben nach dem Tode uitgaf. In 1891 publiceerde hij de eerste volledige vertaling in het Duits van het Gilgamesj-epos.
Van 1890 tot het einde van zijn leven was Jeremias dominee in de Lutherkerk in Leipzig. Daarnaast was hij actief in de wetenschap. In 1905 behaalde hij zijn habilitatie aan de Universiteit Leipzig en werd hij privaatdocent; in 1922 werd hij bijzonder hoogleraar godsdienstgeschiedenis. Hij ontving eredoctoraten in de theologie van de Universiteit Leipzig (1905) en de Universiteit Groningen (1914).
In zijn talrijke publicaties, die breed gelezen werden, zette hij zich in voor de verspreiding en analyse van onderzoeksresultaten over het oude Nabije Oosten, vooral op het gebied van bijbelexegese. Naast Hugo Winckler gold hij als een van de belangrijkste voorstanders van het panbabylonisme, de zienswijze dat de culturen en religies van het Nabije Oosten stoelden op Babylonische mythes en sterrencultus – ook de Hebreeuwse bijbel zou deze grondslag hebben.
Jeremias' boek Das Alte Testament im Lichte des Alten Orients was van grote invloed op de vier romans Jozef en zijn broers (1933-1943) van Thomas Mann. 
Zijn latere werken over godsdienstgeschiedenis (waaronder nieuwe edities van zijn eerdere publicaties) werden door collega-assyriologen minder enthousiast ontvangen.

## Publicaties (keuze)
- Izdubar-Nimrod. Eine altbabylonische Heldensage (Leipzig, 1891)
- Hölle und Paradies bei den Babyloniern (Leipzig, 1900)
- Das Alte Testament im Lichte des Alten Orients (Leipzig, 1904; 4e editie 1930)
- Handbuch der altorientalischen Geisteskultur (Berlijn, 1913; 2e editie 1929)
- Germanische Frömmigkeit (Leipzig, 1928)
- Der Kosmos von Sumer. Der Alte Orient Band 32, Heft 1 (Leipzig, 1932)

- Bibsys: 3013983
- Bibliothèque nationale de France: cb15528302k (data)
- CiNii: DA05663785
- Gemeinsame Normdatei: 117105457
- International Standard Name Identifier: 0000 0001 0893 739X
- Library of Congress Control Number: no93001607
- Nationale Bibliotheek van Tsjechië: uk2014834244
- Nationale bibliotheek van Australië: 35485143
- Nationale Bibliotheek van Israël: 987007308230505171
- Nationale Bibliotheek van Polen: a0000002419689
- Nationale en Universitaire bibliotheek Zagreb: 000772758
- Nederlandse Thesaurus van Auteursnamen: 075193256
- Réseau des bibliothèques de Suisse occidentale: 02-A003424673
- LIBRIS: 310231
- Système universitaire de documentation: 083614516
- Trove: 969972
- Virtual International Authority File: 44612124
- WorldCat: E39PBJd8b6pvPjpMhDh8hPxJjC